# オノエラン
オノエラン（尾上蘭、学名：Galearis fauriei ）はラン科カモメラン属の多年草。

## 生態
茎の高さは10-15cmになる。茎の基部には、長さ6-10cm、幅1.5-4cmになる光沢のある長楕円形の葉が2個つく。葉の基部は鞘となって茎を抱く。花期は7-8月で、茎の先端に数個の白い花を総状につける。 唇弁の基部に「W」の形の特徴的な模様があるため区別しやすい。

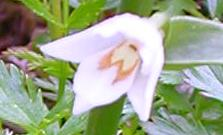
花の拡大。褐色の「W」の模様が見える。
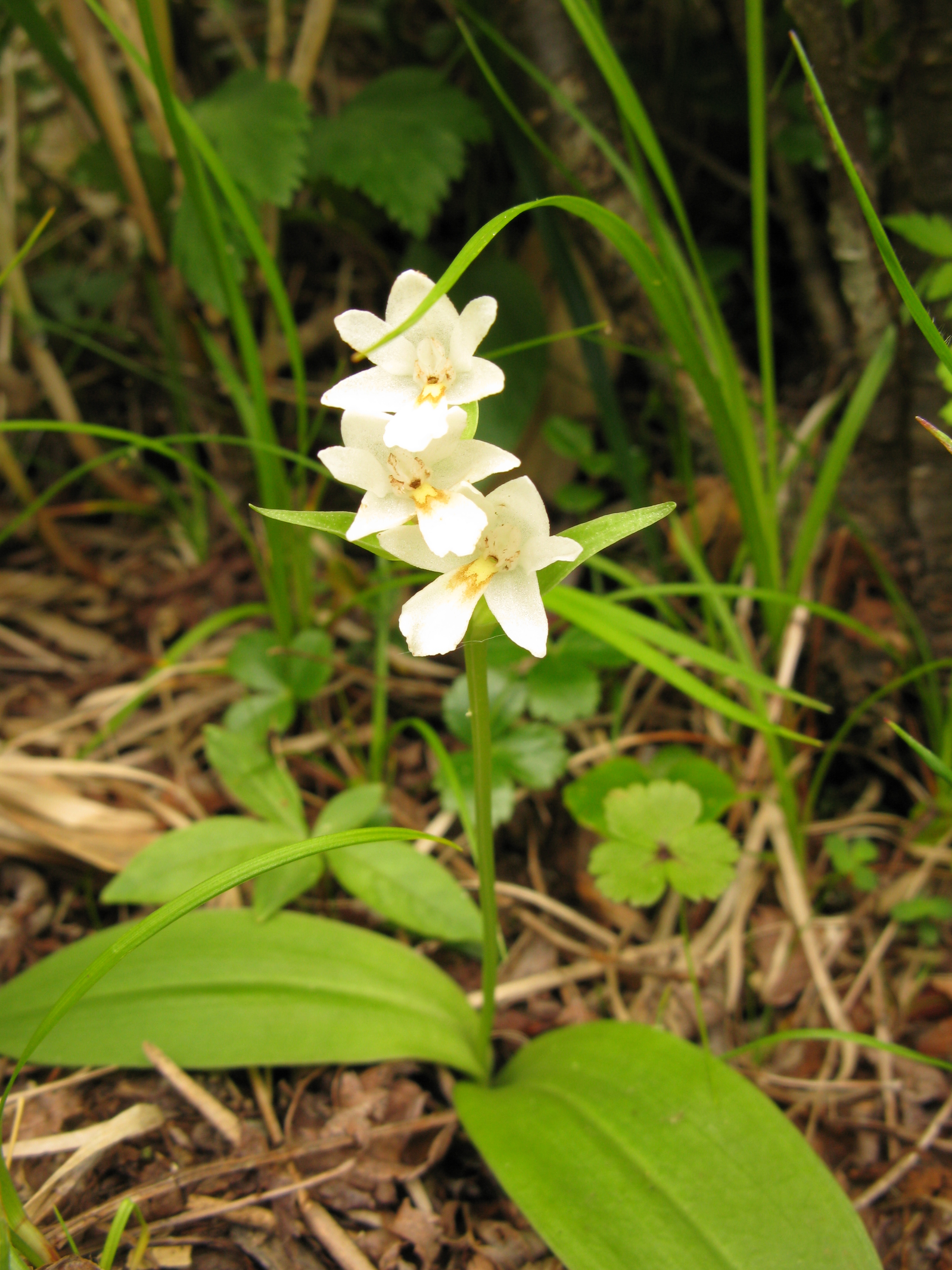
福島県会津地方
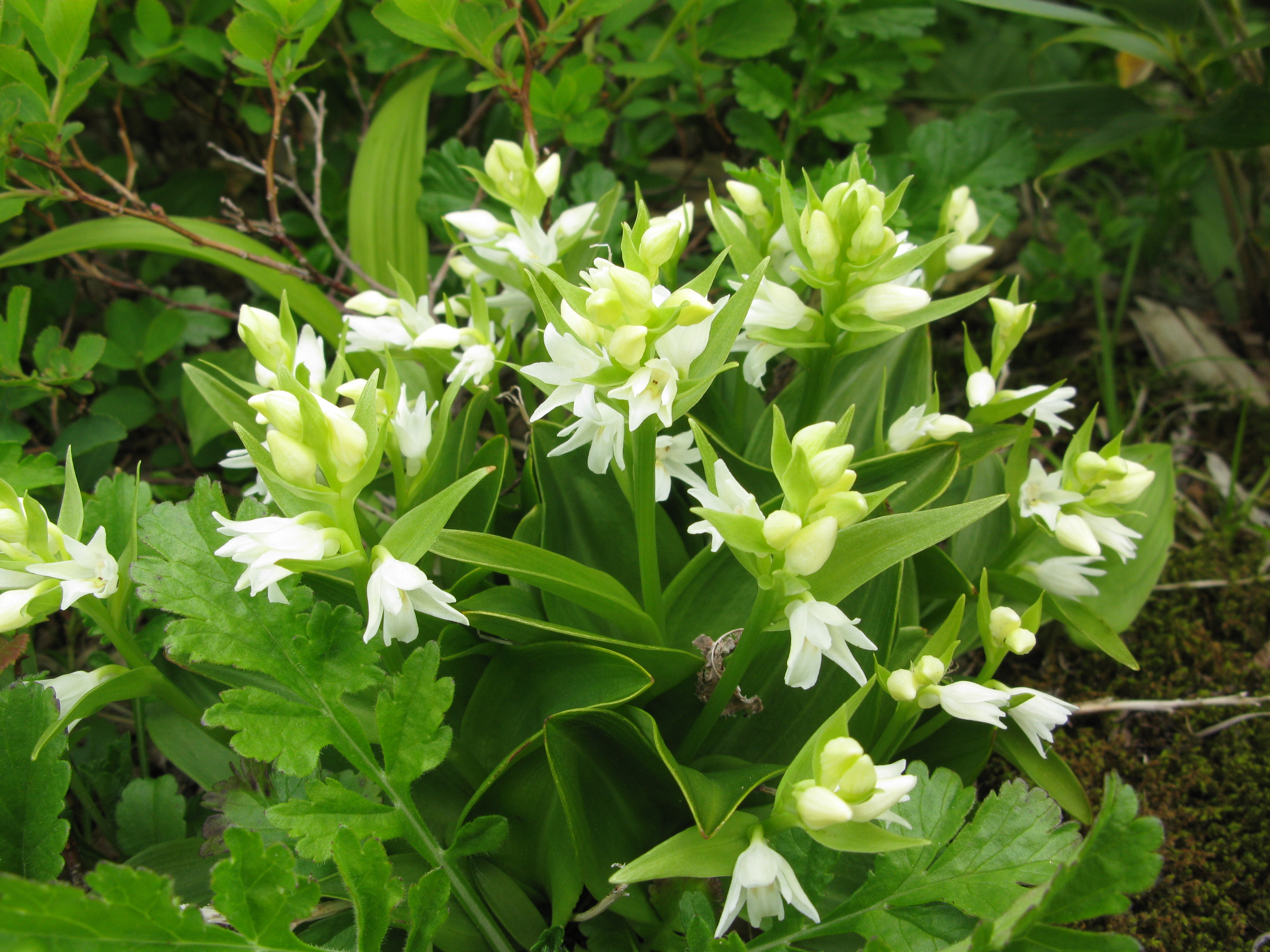
福島県飯豊山

## 分布と生育環境
日本特産で、本州中北部および紀伊半島に分布する。山地から亜高山の岩場や草地、湿地の比較的日当たりよく乾燥した場所に生える。個体数は少なく、奈良県、山梨県、長野県、秋田県でレッドデータブック絶滅危惧I類に指定されている。
和名の由来は「尾上」＝「尾根」に咲く花から。